# Weilerbach (Odenbach)
Der Weilerbach, auch Bellenmühlbach genannt, ist ein knapp zweieinhalb Kilometer langer linker Zufluss des Odenbaches im rheinland-pfälzischen Landkreis Kaiserslautern auf dem Gebiet der zur Verbandsgemeinde Otterbach-Otterberg gehörenden Ortsgemeinde Niederkirchen.

## Geographie

### Verlauf
Der Weilerbach entspringt auf einer Höhe von 339 m ü. NHN in der zwischen den Niederkirchener Ortsbezirken Morbach im Norden und Wörsbach im Süden liegenden Flur In der Lochwiesen. Seine Quelle liegt am nördlichen Fuße des Bornberges (420 m) in einer zu einem Biotop  gehörenden und mit starkem Gehölz bewachsenen Wiese direkt neben einem kleinen Weiher.
Der Bach fließt zunächst gut einen halben Kilometer in ostnordöstlicher Richtung am Südrand des Biotopes entlang und läuft dann begleitet von Ufergehölz gut dreihundert Meter nordostwärts durch Felder zwischen der Flur Maisäcker auf seiner linken Seite und der Flur In der vorderen Halde auf der rechten. Er zieht danach in Richtung Nordnordosten durch ein weites Tal am bewaldeten Westhang des Buchenknopfes (402,9 m) entlang und speist kurz darauf in der Flur In der Weilerbach den kleinen, etwa einen Hektar großen Landschaftsweiher Niederkirchen, an dessen Ufern im Südosten die Zelte des Campingplatzes Buchenknopf stehen. Im Nordwesten des Weihers steht das Haus des Angelsportvereines Niederkirchen e.V. Der Bach verlässt den Weiher unterirdisch verrohrt und taucht dann nach etwa 60 m in der Flur In den Herrenwiesen südlich der Kreisstraße 31 (Mörbacher Straße) in der Nähe des örtlichen Sportplatzes wieder an der Oberfläche auf. Etwas bachabwärts trieb der Bach früher die Bellenmühle.
Der Bach läuft nun begleitet von starkem Gehölze durch eine Grünzone am Südrand des linksodenbachischen Siedlungsbereiches der Gemeinde Niederkirchen entlang, quert dann in Richtung Nordnordosten noch die Landesstraße 382 (Talstraße) und mündet schließlich nach einem Lauf von etwa 2,4 km unterirdisch verdolt auf einer Höhe von 252 m ungefähr 50 m östlich des Rathauses und gut 20 m südlich der Einmündung des Steinbaches von links in den aus dem Süden kommenden Odenbach.
Der Weilerbach mündet nach etwa 2,4 km langem Lauf mit mittlerem Sohlgefälle von etwa 37 ‰ rund 87 Höhenmeter unterhalb seiner Quelle.

### Einzugsgebiet
Das Einzugsgebiet des Weilerbachs liegt  innerhalb der Gemarkung der Ortsgemeinde Niederkirchen und hat eine Größe von 3,0 km². Es gehört im Quellbereich zum Naturraum Lichtenberg-Höhenrücken und im Mündungsbereich zu den Moschelhöhen. Beide Naturräume sind Untergruppierungen des Nordpfälzer Berglandes und somit Teil des Saar-Nahe-Berglandes.
Die höchste Erhebung des Einzugsgebietes ist der Bornberg im Süden des Quellgebietes mit einer Höhe von 420 m. Weitere nennenswerte Anhöhen sind südwestlich von Niederkirchen der Buchenknopf (402,9 m), nordöstlich von Morbach der Krippes (391,2 m) und westlich von Niederkirchen der Burgberg (378,4 m), sowie ein  namenloser Hügel westlich des Bornberges mit einer Höhe von 417 m. Das Gebiet des Weilerbachs berührt im Südwesten den Bereich des Lauterzuflusses Kreimbach und im Westen konkurriert der Roßbach, ein weiterer Lauterzufluss. Im Norden wird sein Einzugsgebiet vom Odenbachzufluss Moorbach und im Süden vom Wörsbach, ebenfalls ein Nebenbach des Odenbaches begrenzt.
Der größte Teil  seines Einzugsgebietes wird durch sandig-lehmige Äcker geprägt. Das Quellgebiet des Weilerbachs ist zum Teil bewaldet und in seinem Tale kommen weite Grünlandbereiche vor. Die Hänge der Hügel sind oftmals von Wald bewachsen. Im Einzugsbereich des Weilerbachs liegt im Nordwesten das Dorf Morbach und in seinem Mündungsbereich die Ortsgemeinde Niederkirchen.

## Geologie
Der Oberlaufbereich des Weilerbachs liegt im Rotliegenden des Permokarbons in der Oberen Glan-Subgruppe. Die Sedimentschicht besteht im oberen Teil aus roter, konglomeratischer Arkose der Oberkirchen-Formation, darunter liegen Wechsellagerungen aus grauem Ton-, Silt- und Sandsteinen. Es kommen auch Tuff und Kalkstein vor. Der Bereich seines Unterlaufs wird durch Magmatisches Gestein der Nahe-Subgruppe des Permokarbons geprägt. Es kommen dort basaltischer Andesit und tholeyitisches Basaltgestein sowie eine grauschwarze, feinkörnige Matrix aus Plagioklasen, etwas Pyroxen und Einsprenglinge aus zumeist alterierten Olivinen vor.

## Natur und Umwelt
Das obere Tal des Weilerbachs gehört zum schutzwürdigen Biotop Tal des Weiler-Baches südöstlich Niederkirchen (Gebietsnummer: BK-6412-0291-2009). Das Biotop ist insgesamt etwa 16,8 ha groß. Der lokal bedeutsame und strukturreiche Naturraum zeichnet sich durch den mit natürlichen Ufergehölzen bewachsenen Bach, seinen artenreichen Wiesen und aufgeforsteten Wäldern aus. Der Weilerbach ist durchgehend mit standortgerechten Büschen und Bäumen bewachsen und in seinem näheren Umkreis erfolgt eine zum Teil intensive landwirtschaftliche Nutzung von Grün- und Ackerland. Der Fischweiher am Ortsrand von Niederkirchen ist mit Regenbogenforellen, Bachsaiblingen, Rotaugeen, Rotfedern, Barschen, Karpfen, die Schleien,  Aalen und Zandern, sowie mit Krebsen und Muscheln besetzt.